# Marathon Rotterdam 2000
De Marathon Rotterdam 2000 werd gelopen op zondag 16 april 2000. Het was de twintigste editie van deze marathon.
De Keniaan Kenneth Cheruiyot zegevierde bij de mannen in 2:08.22. De Spaanse Ana Isabel Alonso meldde zich bij de vrouwen als eerste aan de finish in 2:30.21.
In totaal finishten 8828 marathonlopers de wedstrijd, waarvan 7761 mannen en 1067 vrouwen.

## Uitslagen

### Mannen
| rang   | naam                    | land | tijd    |
| ------ | ----------------------- | ---- | ------- |
| Goud   | Kenneth Cheruiyot       | KEN  | 2:08.22 |
| Zilver | Francisco-Javier Cortes | ESP  | 2:08.30 |
| Brons  | Vanderlei de Lima       | BRA  | 2:08.34 |
| 4      | Joseph Ngolepus         | KEN  | 2:08.49 |
| 5      | Antoni Peña             | ESP  | 2:08.59 |
| 6      | Joseph Mereng           | KEN  | 2:09.35 |
| 7      | El-Arbi Zeroual         | FRA  | 2:10.36 |
| 8      | Ambessa Tolossa         | ETH  | 2:10.57 |
| 9      | Sergej Fedotov          | RUS  | 2:11.16 |
| 10     | Ezael Tlhobo            | RSA  | 2:11.18 |
| 11     | Koen Allaert            | BEL  | 2:11.19 |
| 12     | Michael Fietz           | GER  | 2:11.28 |
| 13     | Luis Novo               | POR  | 2:11.29 |
| 14     | Leonardo Vieira         | BRA  | 2:11.33 |
| 15     | Tesfaye Tola            | ETH  | 2:11.42 |
| 16     | Tsuyoshi Ogata          | JPN  | 2:11.43 |
| 17     | Aiduna Aitnafa          | NED  | 2:11.46 |
| 18     | Oleg Strizhakov         | RUS  | 2:12.21 |
| 19     | Gideon Chirchir         | KEN  | 2:12.24 |
| 20     | Viktor Röthlin          | SUI  | 2:12.53 |
| 21     | Charanis Panagiotis     | GRE  | 2:13.32 |
| 22     | Michael Buchleitner     | AUT  | 2:13.53 |
| 23     | Shadrack Hoff           | RSA  | 2:14.02 |
| 24     | Otavio Dossantos        | BRA  | 2:14.13 |
| 25     | Luc Krotwaar            | NED  | 2:14.51 |
| 40     | Robert Smits            | NED  | 2:22.14 |
| 45     | Toon Heeren             | NED  | 2:23.19 |

### Vrouwen
| rang   | naam                    | land | tijd    |
| ------ | ----------------------- | ---- | ------- |
| Goud   | Ana Isabel Alonso       | ESP  | 2:30.21 |
| Zilver | Mineko Yamanouchi       | JPN  | 2:31.30 |
| Brons  | Susan Reinsford         | ENG  | 2:33.41 |
| 4      | Abeba Tola              | ETH  | 2:33.50 |
| 5      | Christine Mallo         | FRA  | 2:33.58 |
| 6      | Marta Fernandez         | ESP  | 2:34.51 |
| 7      | Zahia Dahmani           | FRA  | 2:34.52 |
| 8      | Anne van Schuppen       | NED  | 2:35.35 |
| 9      | Pilar Sisniega          | ESP  | 2:35.54 |
| 10     | Lyudmila Afonjushkina   | RUS  | 2:36.56 |
| 11     | Dagmar Rabensteiner     | AUT  | 2:38.56 |
| 12     | Eun-Ju Kwon             | KOR  | 2:41.25 |
| 13     | Isabelle Ledroit        | CAN  | 2:41.26 |
| 14     | Annelieke van der Sluis | NED  | 2:41.56 |
| 15     | Annette Wolfrom         | GER  | 2:42.31 |
| 16     | Fátima Silva            | POR  | 2:44.56 |
| 17     | Agnes Hijman            | NED  | 2:49.08 |
| 18     | Jaqueline Rustidge      | NED  | 2:49.37 |
| 19     | Carla Ophorst           | NED  | 2:51.42 |
| 20     | Amaia Insausti          | ESP  | 2:52.29 |
| 21     | Anne-Lise Blaser        | SUI  | 2:53.29 |

1981 ·
1982 ·
1983 ·
1984 ·
1985 ·
1986 ·
1987 ·
1988 ·
1989 ·
1990 ·
1991 ·
1992 ·
1993 ·
1994 ·
1995 ·
1996 ·
1997 ·
1998 ·
1999 ·
2000 ·
2001 ·
2002 ·
2003 ·
2004 ·
2005 ·
2006 ·
2007 ·
2008 ·
2009 ·
2010 ·
2011 ·
2012 ·
2013 ·
2014 ·
2015 ·
2016 ·
2017 ·
2018 ·
2019 ·
2020 ·
2021 ·
2022 ·
2023 ·
2024